# کنراد ولفرم
کنراد ولفرم (انگلیسی: Conrad Wolfram؛ زادهٔ ۱۰ ژوئن ۱۹۷۰) ریاضی‌دان و از اهالی کسب‌وکار اهل بریتانیا است. او به خاطر فعالیت در زمینه فناوری اطلاعات و اصلاحات آموزشی ریاضیات شناخته شده است.